# 嗚呼、麗しき人生
「嗚呼、麗しき人生」は、C&Kの17枚目のシングル。2019年8月7日に発売された。発売元はユニバーサルミュージック。

## 解説
前作『ドラマ』から約1年振りのシングル。
「嗚呼、麗しき人生」のMusicVideoにはお笑い芸人の天竺鼠が出演している。
初回限定盤には、「嗚呼、麗しき人生」MusicVideo、メイキングを収録。

## 収録曲

### ＣＤ
1. 嗚呼、麗しき人生
2. C&K XI
3. 走りだせ
4. 嗚呼、麗しき人生（Instrumental）

### ＤＶＤ
1. 嗚呼、麗しき人生（Music Video）
2. メイキング